# Tim Matavž
Tim Matavž (Šempeter pri Gorici, 13 de janeiro de 1989) é um futebolista esloveno que atua como atacante. Atualmente, está no Gorica.

## Carreira
Matavz representou a Seleção Eslovena de Futebol na Copa do Mundo de 2010.

## Títulos
PSV Eindhoven
- Copa dos Países Baixos 2011–12
- Supercopa dos Países Baixos: 2012